# 64. Nemzetközi Matematikai Diákolimpia
A 64. Nemzetközi Matematikai Diákolimpiát (IMO 2023) 2023. július 2–13. között rendezték meg Japánban, Csiba városában. A világ legrangosabb középiskolai matematikaversenyének 64. kiadásán 112 ország 618 diákja vett részt, köztük 67 lány.
Ez volt a világjárvány utáni első teljes mértékben jelenléti formában lebonyolított olimpia, amelyen a részt vevő országok küldöttségei személyesen voltak jelen. A feladatokat hagyományosan két nap alatt írták meg a versenyzők, naponta három-három, egyenként négy és fél órás feladatmegoldással. A verseny során 54 arany-, 90 ezüst- és 170 bronzérmet osztottak ki, valamint 192 résztvevő dicséretben részesült.

## Országok eredményei pont szerint
A következő táblázat az IMO 2023 hivatalos országos eredményeit mutatja a csapat összpontszáma alapján (6 versenyző teljesítményének összege, maximum 252 pont). Az adatokat az IMO hivatalos honlapja szolgáltatta.
| Helyezés | Ország             | Csapattagok száma | Összpontszám |
| -------- | ------------------ | ----------------- | ------------ |
| 1        | Kína               | 6                 | 240          |
| 2        | Egyesült Államok   | 6                 | 227          |
| 3        | Sablon:Dél‑Korea   | 6                 | 215          |
| 4        | Románia            | 6                 | 208          |
| 5        | Kanada             | 6                 | 183          |
| 6        | Japán              | 6                 | 181          |
| 7        | Vietnám            | 6                 | 180          |
| 8        | Törökország        | 6                 | 176          |
| 9        | India              | 6                 | 174          |
| 10       | Tajvan             | 6                 | 173          |
| 11       | Irán               | 6                 | 172          |
| 12       | Szingapúr          | 6                 | 171          |
| 13       | Egyesült Királyság | 6                 | 167          |
| 14       | Izrael             | 6                 | 163          |
| 15       | Mexikó             | 6                 | 163          |
| 16       | Brazília           | 6                 | 161          |
| 17       | Fehéroroszország   | 6                 | 159          |
| 18       | Olaszország        | 6                 | 159          |
| 19       | Thaiföld           | 6                 | 158          |
| 20       | Németország        | 6                 | 156          |

## Magyar eredmények
A magyar csapat a versenyen a 22. helyen végzett 153 ponttal. A csapat egy arany-, két ezüst- és három bronzérmet szerzett.
| Versenyző neve     | Iskola                                     | Évfolyam | Eredmény  | Pontszám |
| ------------------ | ------------------------------------------ | -------- | --------- | -------- |
| Simon László Bence | Budapesti Fazekas Mihály Gimnázium         | 11.      | aranyérem | 32       |
| Tarján Bernát      | Békásmegyeri Veres Péter Gimnázium         | 11.      | ezüstérem | 29       |
| Németh Márton      | Budapesti Fazekas Mihály Gimnázium         | 12.      | ezüstérem | 25       |
| Lovas Márton       | Békásmegyeri Veres Péter Gimnázium         | 12.      | bronzérem | 24       |
| Fülöp Csilla       | Szegedi Radnóti Miklós Kísérleti Gimnázium | 12.      | bronzérem | 23       |
| Nádor Benedek      | Budapesti Fazekas Mihály Gimnázium         | 12.      | bronzérem | 20       |

A csapat vezetője Harangi Viktor, helyettes vezetője Dobos Sándor volt.